# Eduard Dietl
Eduard Dietl   (Bad Aibling, 21 de juliol de 1890 - Hartberg, 23 de juny de 1944) va ser un general alemany de la Segona Guerra Mundial, guardonat amb la Creu de Cavaller de la Creu de Ferro amb Fulles de Roure i Espases. Va ser el primer soldat alemany en rebre les Fulles de Roure, després de la batalla de Narvik.

## Biografia
Eduard Dietl era fill d'un funcionari de finances bavarès. El 1909, en la seva segona temptativa d'allistar-se al 5è Regiment d'Infanteria Bavaresa, va ser admès com a oficial cadet. Després d'estudiar a la Kriegschule de Múnic, va rebre el rang de Leutnant a l'octubre de 1911. A l'octubre de 1915 va ser promogut a  Oberleutnant, servint com a comandant de companyia al seu regiment. Al març de 1918 va ser promogut a Hauptmann. Durant la I Guerra Mundial va lluitar al Front Occidental, sent ferit en quatre ocasions, rebent la Creu de Ferro de 1a classe. El 1919 s'afilia al DAP i al Freikorps de Franz Ritter von Epp.
Durant la II Guerra Mundial, Dietl comandà la 3a Divisió de Muntanya, participant en la invasió alemanya de Noruega el 9 i 10 d'abril de 1940. La major part de la seva divisió va desembarcar a Narvik des d'una flota de 10 destructors comandada pel Comodor Friedrich Bonte el 9 d'abril de 1940. Les forces navals britàniques, encapçalades pel cuirassat HMS Warspite, destruïren els 10 destructors que havien traslladat les tropes de Dietl i intentaren reconquerir la ciutat, però els muntanyers de Dietl es retiraren als turons i posteriorment reconqueririen la ciutat quan els britànics van abandonar els seus esforços a Noruega a causa de l'èxit alemany al front occidental.
Nazi convençut i un dels generals favorits de Hitler, va ser el primer soldat alemany en rebre, el 19 de juny de 1940, les Fulles de Roure per a la seva Creu de Cavaller de la Creu de Ferro.
Posteriorment, Dietl comandà les  tropes alemanyes a Noruega i a la Finlàndia septentrional i a l'Europa Oriental, ascendit fins al rang de Generaloberst, comandant el 20è Exèrcit de Muntanya al Front Nord-Oriental, on els resultats de la campanya àrtica alemanya van ser decebedors. El 23 de juny de 1944, el Ju 52 que traslladava a Dietl, als generals Thomas-Emil von Wickede, Karl Eglseer i Franz Rossi, i a 3 passatgers més va estavellar-se prop de Rettenegg, Estíria (Àustria), sense que hi hagués supervivents.

## Dates de promoció
- Gefreiter: 29 de gener de 1910
- Unteroffizier: 11 de març de 1910
- Fähnrich: 4 de maig de 1910
- Leutnant: 26 d'octubre de 1911
- Oberleutnant: 9 de juliol de 1915
- Hauptmann: 29 d'agost de 1919
- Major: 1 de febrer de 1930
- Oberstleutnant: 1 de febrer de 1933
- Oberst: 1 de gener de 1935
- Generalmajor: 1 d'abril de 1938
- Generalleutnant: 1 d'abril de 1940
- General der Gebirgstruppe: 19 de juliol de 1940
- Generaloberst: 1 de juny de 1942

## Condecoracions
- Creu de Cavaller de la Creu de Ferro amb Fulles de Roure i Espases:
  - Creu de Cavaller: (9/05/1940) com Generalleutnant i comandant de la 3. Gebirgs-Division[3]
  - Fulles de Roure: (19/07/1940) (1r) com Generalleutnant i comandant del Gebirgs-Korps Norwegen[3]
  - Espases: (1/07/1944) (72è) (com Generaloberst i comandant en cap del 20. Gebirgs-Armee[3] (a títol pòstum)
- Creu de Ferro 1914 de 1a Classe (1916)
- Creu de Ferro 1914 de 2a Classe (1914)
- Barra de 1939 a la Creu de Ferro 1914 de 1a Classe (1940)
- Barra de 1939 a la Creu de Ferro 1914 de 2a Classe (1939)
- Orde del Mèrit Militar amb Espases de 4a Classe (Baviera) (1918)
- Insígnia de Ferits 1918 en Negre (1917) i Plata (1918)
- Creu d'Honor dels Combatents del Front
- Creu dels 25 anys de Servei
- Medalla dels 12 anys de Servei
- Medalla del 13 de març de 1938
- Medalla de l'1 d'octubre de 1938
- Insígnia de Guerra dels Destructors (1940)
- Escut de Narvik (1941)
- Medalla de la Campanya d'Hivern a l'Est 1941/42 (1942)
- Insígnia combinada de Pilot–Observador en Or i Diamants
- Insígnia d'Or del NSDAP (1943)
- Gran Creu de l'Orde de la Rosa Blanca amb estrella de pit i espases (Finlàndia) (1941)
- Gran Creu amb Espases de l'Orde de la Llibertat (Finlàndia) (1944)
  - Orde de la Llibertat de 1a Classe amb Estrella, Fulles de Roure i Espases (1941)
- Mencionat al Wehrmachtbericht: 10/6/1940